# Mollivirus
Mollivirus sibericum es un virus gigante descubierto en 2015 por los investigadores franceses Chantal Abergel y Jean-Michel Claverie en una muestra de 30,000 años de antigüedad de permafrost siberiano, donde previamente el equipo había encontrado el virus Pithovirus sibericum. Mollivirus sibericum es un virus esférico con ADN de un diámetro de entre 500 a 600 nanómetros (0.5–0.6 μm).
Mollivirus sibericum es el cuarto virus antiguo que ha sido encontrado congelado en permafrost desde el 2003. Filogenéticamente pertenece a la familia Phycodnaviridae.

## Descripción
Mollivirus sibericum es un virus con un virión aproximadamente esférico de unos 0.6 μm de diámetro. Encierra un genoma rico en GC de 651 kb codificando 523 proteínas, de las cuales el 64% son marcos abiertos de lectura u ORF’s por sus siglas en inglés. Las proteínas ribosomales del huésped están empacadas en el virión.